# Хермагор (округ)
Хермагор (нем. Bezirk Hermagor) — округ в Австрии. Центр округа — город Хермагор-Прессеггер-Зе. Округ входит в федеральную землю Каринтия. Занимает площадь 808,02 км². Плотность населения 24 человек/кв.км.

## Административные единицы

### Города
- 1. Хермагор-Прессеггер-Зе (7 232)

### Ярмарки
- 2. Кирхбах (2 881)
- 3. Кёчах-Маутен (3 613)

### Общины
- 4. Деллах (1 373)
- 5. Гичталь (1 321)
- 6. Лезахталь (1 560)
Корнат
- 7. Санкт-Штефан-им-Гайльталь (1 777)